# Гримальський Сергій Володимирович
Гримальський Сергій Володимирович (12 березня 1952, Київ — 26 квітня 2019, Київ) — український композитор, музикант.

## Біографічні відомості
Закінчив Київську консерваторію (1982, клас А. Штогаренка, А. Рощиної).
У 1989—1994 роки був у складі (клавішні) популярного українського гурту «Табула Раса».
Автор пісень для популярних українських виконавців: Ірини Білик, EL Кравчука, Євгенії Власової, Каті Бужинської, Оксани Вояж, Лілії Зарецької, Камалії та ін. 
Виконавець всіх фортепіанних партій в інструментальному альбомі Андрія Данилка (Вєрка Сердючка) «Після тебе …» (2005).

## Фільмографія
Автор музики до фільмів:
- 2002: «Провінційний роман» (спільно з авторами пісень: О. Муратовим i Л. Тишковською; реж. О. Муратов)
- 2006: «Бомж» (реж. А. Бенкендорф, 2 с.)
- 2006: «Вбивство у зимовій Ялті» (реж. О. Муратов)
- 2007: «Місяць-Одеса» (реж. А. Матешко)
- 2008: «Вчитель музики» (реж. Галина Кувівчак-Сахно)
- 2010: «Зозуля» (реж. С. Альошечкін, 4 с.)